# 下彼得拉利亚
下彼得拉利亚（義大利語：Petralia Sottana）是意大利西西里大区巴勒莫广域市的一个市镇。总面积178平方公里，人口3038人，人口密度17.1人/平方公里（2009年）。ISTAT代码为082056。